# Into the Light
Into the Light es el segundo álbum de estudio de la carrera solista de Gloria Estefan. Lanzado el 22 de enero de 1991 por Epic Records, el álbum alcanzó el número cinco en el Billboard 200 de Estados Unidos, convirtiéndose en su álbum más exitoso en la lista en ese entonces.

## Información general
Después del álbum Cuts Both Ways y el trágico accidente que ocurrió a Gloria durante el "Get On Your Feet Tour", Gloria retrató su emoción y su testimonio de agradecimiento a Dios en un nuevo álbum llamado, "Into The Light." El tema del álbum habla justamente, de encontrar "La Luz" (Dios) y recuperarse de la oscuridad de la tragedia, de ahí el título del álbum.
El álbum recibió una bienvenida favorables no sólo de éxito comercial, también en las listas y la evaluación profesional.

## Sencillos
El primer sencillo, "Coming Out of the Dark" nace de una experiencia que el esposo de Gloria, Emilio, tenía en un helicóptero mientras viaja con Gloria a Nueva York para la cirugía. Como el helicóptero se encontraba en el cielo oscuro y triste, un rayo de luz de repente brilló a través del cielo, de ahí el título, "Saliendo de la oscuridad" (Coming Out of the Dark). La canción rápidamente fue certificado de oro tras vender 500.000 copias y alcanzó el puesto # 1 en el Billboard Hot 100 y del Billboard Adult Contemporary Chart. Gloria también grabó la canción en español como "Desde La Oscuridad", que alcanzó el número 4 en el Billboard Hot Latin Tracks. 
El segundo sencillo, "Seal Our Fate" fue orientado hacia el rock y llegó a # 53 en el Billboard Hot 100, y # 24 en el Reino Unido. El tercer sencillo, "Can't Forget You" es una balada dramática acerca de los efectos de una ruptura. Llegó a # 43 en el Billboard Hot 100 y # 2 en la Billboard Adult Contemporary Chart. El último sencillo en Estados Unidos, "Live For Loving You" alcanzó el número 22 en el Billboard Hot 100 y # 2 en el Billboard Adulto Contemporáneo. De este disco las canciones más distinguidas son "Seal Our Fate", Live for Loving You" y "Mama Yo Can’t Go"

## Lista de canciones
1. "Coming Out of the Dark" (Estefan, Estefan Jr., Secada) – 4:05
2. "Seal Our Fate" (Estefan) – 4:25
3. "What Goes Around" (Ostwald, Casas, Secada) – 4:01
4. "Nayib’s Song (I Am Here for You)" (Estefan) – 4:39
5. "Remember Me With Love" (Estefan) – 4:36
6. "Heart with Your Name on It" (Warren) – 4:46
7. "Sex in the 90’s" (Estefan, Secada) – 3:43
8. "Close My Eyes" (Estefan) – 4:29
9. "Language of Love" – 4:15
10. "Light of Love" (Secada, Barlow) – 3:52
11. "Can't Forget You" (Casas, Secada, Ostwald) – 4:15
12. "Live for Loving You" (Estefan, Estefan Jr., Warren) – 4:37
13. "Mama Yo Can’t Go" (Secada, McWilliams, Shapiro) – 3:33
14. "Desde La Oscuridad" ("Coming Out of the Dark"-Spanish Version) (Estefan) – 4:09

### Bonus Tracks, versiónEuropea/Sudáfrica
1. "Se Tenho Que Te Perder" ("Don't Wanna Lose You" en portugués) - 4:20
2. "Words Get in the Way" (Homecoming Concert) - 5:02

### Bonus Tracks, versiónJaponesa
1. "Amor Fatal" ("Your Love Is Bad for Me" en portugués) - 3:49
2. "Words Get in the Way" (Homecoming Concert) - 5:02

## Posicionamiento en listas
| Lista (1991)                            | Posición más alta |
| --------------------------------------- | ----------------- |
| Australia (ARIA)                        | 1                 |
| Austria (Ö3 Austria)                    | 3                 |
| Canadian Albums (RPM)                   | 1                 |
| Países Bajos (Album Top 100)            | 2                 |
| Alemania (Offizielle Top 100)           | 9                 |
| Nueva Zelanda (Recorded Music NZ)       | 15                |
| Noruega (VG-lista)                      | 18                |
| España (Promusicae)                     | 18                |
| Suecia (Sverigetopplistan)              | 11                |
| Suiza (Schweizer Hitparade)             | 6                 |
| Reino Unido (UK Albums Chart)           | 2                 |
| Estados Unidos (Billboard 200)          | 5                 |
| Estados Unidos (Latin Pop Albums)       | 1                 |
| Estados Unidos (Top R&B/Hip-Hop Albums) | 1                 |

## Certificaciones
| País           | Certificación |
| -------------- | ------------- |
| Australia      | 2x Platino    |
| Japón          | Oro           |
| Países Bajos   | Platino       |
| Reino Unido    | Platino       |
| Estados Unidos | 2x Platino    |